# Ronaldo do Bandolim
Ronaldo Souza Silva (Petrópolis, 1950), conhecido como Ronaldo do Bandolim, é um instrumentista brasileiro, e considerado um dos maiores bandolinistas do país.
É o bandolinista do conjunto Época de Ouro e do Trio Madeira Brasil. Já participou de gravações com grandes nomes da música brasileira, como Marisa Monte, Paulinho da Viola, Rafael Rabello e Chico Buarque.

## Discografia
- Epoca De Choro CD  (2002), com Rogerio Souza
- Epoca De Ouro Ensemble Cafe Brasil 2 CD (2003)
- Moacir Santos Choros & Alegrias CD  (2005)
- Joplin e Nazareth no Rio de Janeiro CD ( 2015) com Sachiko Ito